# Labeobarbus cardozoi
Labeobarbus cardozoi är en fiskart som först beskrevs av George Albert Boulenger 1912.  Labeobarbus cardozoi ingår i släktet Labeobarbus och familjen karpfiskar. IUCN kategoriserar arten globalt som livskraftig. Inga underarter finns listade i Catalogue of Life.